# Hednesford Town FC
Hednesford Town Football Club is een voetbalclub uit Hednesford, Staffordshire, Engeland. Ze spelen op Keys Park.

## Geschiedenis
De club is opgericht in 1880, toen de twee grootste clubs van Hednesford, de Red & Whites en Hill Top fuseerden. Na jaren van spelen in lokale competities schreven ze zich in 1984 in voor de Southern League.

### De jaren 90
Tot januari 1990 ging het de club niet echt voor de wind. In het seizoen 1989-'90 heeft Hednesford in het begin van het seizoen tegen degradatie gevochten. De voormalige doelman John Baldwin werd aangesteld als manager en hij zorgde ervoor dat de club langzaam de weg omhoog inzette. Hednesford werd behoed voor degradatie.
Het team werd in het seizoen 1990-'91 derde, wat niet genoeg was voor promotie. In 1991-'92 lukte het wel: het team werd tweede achter Solihull Borough. Daarnaast was Hednesford het eerste Engelse team dat in The Welsh National Stadium speelde. Het betrof de finale van de Welsh Cup tegen Cardiff City. De wedstrijd werd met 1-0 verloren.
In het eerste seizoen in de Premier Division werden The Pitmen verrassend vierde en bereikte het de finale van de Staffordshire Senior Cup waarin het over twee wedstrijden verloor van Stoke City. In het seizoen 1993-'94 haalde het team voor het derde opeenvolgende jaar de finale van een bekertoernooi, ditmaal The Birmingham Senior Cup. Hednesford verloor met 3-0 van Walsall in het Bescot Stadium.
Het seizoen 1994-'95 was succesvol. De club werd kampioen van de Premier Division door Leek Town te verslaan. Promotie naar de Football Conference was een feit.
Hednesford's eerste seizoen in de Football Conference resulteerde in een derde plaats achter kampioen Stevenage Borough en Woking.
Zeer succesvol was het seizoen 1996-'97 waarin The Pitmen voor het eerst in 72 jaar de eerste ronde van de FA Cup haalde. Het team werd pas in de vierde ronde uitgeschakeld door Middlesbrough, voor 27500 toeschouwers.
Het volgende seizoen werd de club zevende en deed eveneens aardig mee in de FA Cup. Het duel in de eerste ronde tegen Hull City werd uitgezonden door Match of the Day. Het werd 2-0. In de tweede ronde bleek Darlington te sterk.
Voor het derde jaar op rij haalde Hednesford in 1998-'99 de eerste ronde van de FA Cup. Barnet werd met 3-1 verslagen, maar in de tweede ronde won Cardiff City met dezelfde cijfers van Hednesford. De resultaten in het bekertoernooi werd niet omgezet in resultaat in de competitie. Hednesford gleed af naar de 17e plaats en toen John Baldwin opstapte in december 2000 kwam er een stoet aan managers, waaronder Neil Pointon, Paul Raynor en Kenny Hibbitt.

### Het seizoen 2003-'04
In 2004 werd de FA Trophy gewonnen door Canvey Island met 3-2 te verslaan. Het team had dan wel een mooie prijs gewonnen, maar de resultaten in de competitie bleven achter. Het team plaatste zich niet voor de nieuw opgerichte Conference North. Manager Barry Powell werd ontslagen en opgevolgd door assistent-manager Chris Bindley.

### Het seizoen 2004-'05
In Bindley's eerste seizoen plaatste Hednesford zich voor de play-offs, waarin het won van Merthyr Tydfil na strafschoppen en de finale afsloot met een 1-0-overwinning op Chippenham Town waardoor Hednesford promoveerde naar Conference North.

### Het seizoen 2005-'06
De eerste ronde van de FA Cup werd weer gehaald, maar daarin werd direct al verloren met 4-0 van Histon. Doordat het team in de rest van het seizoen ook veel doelpunten toeliet zakte het naar de degradatiezone, waarop Chris Bindley ontslag nam in december. Hij werd opgevolgd door de assistent-manager en voormalig Wimbledon-speler Steve Anthrobus. Ook hij kon een degradatie niet voorkomen en Hednesford werd teruggezet naar de Northern Premier League.

### Het seizoen 2006-'07
Phil Starbuck werd benoemd tot manager en hoewel hij het team voor de Kerst tegen de eerste plaats aan manoeuvreerde zorgde een dip na Kerst ervoor dat het team uiteindelijk als 7e eindigde.

### Het seizoen 2007-'08
The Pitmen startte goed, maar het team werd wisselvallig gedurende het seizoen en eindigde als achtste.
Er was een sterk vermoeden dat Hednesford overgeplaatst zou worden naar de Southern League Premier Division, maar doordat Halifax Town serieuze financiële problemen ondervond bleek dit niet nodig en bleven ze dus in de Northern Premier League.

### Het seizoen 2008-'09
Op 21 mei 2008 werd bekend dat Phil Starbuck en Hednesford uit elkaar gingen. De club trok Dean Edwards aan als opvolger. The Pitmen gingen sterk van start en stonden een tijdje eerste, maar na de Kerst zakte het in en werd alleen in de FA Trophy nog een mooie serie neergezet. Een goede uitreeks om de slechte thuisvorm te compenseren zorgde ervoor dat Hednesford nog bijna mee mocht doen aan de play-offs, maar uiteindelijk ging toch Kendal town ermee aan de haal.

### Het seizoen 2009-'10
Dit seizoen werd Hednesford alsnog overgeplaatst naar de Southern League Premier Division. Na een slechte start werd in september Dean Edwards ontslagen na een 4-1-verlies tegen Pegasus Juniors, die twee divisies lager uitkomen. Bernard McNally werd aangesteld als interim-manager en later ook als manager. Onder hem eindigde de club als 4e, wat genoeg was voor play-offs. De club verloor alleen in de halve finale al van Chippenham Town met 2-0.

### Het seizoen 2010-'11
De sterke voorhoede vertrok dit seizoen. Tyrone Barnett ging naar Macclesfield Town en Ross Dyers tekende bij Forest Green Rovers. Het team begon wisselvallig met wederom een opvallend sterke uitvorm en slappe thuisvorm. Op 19 september werd bekend dat Hednesford en Bernard McNally uit elkaar ging. Acht dagen later werd Rob Smith aangesteld als nieuwe manager. Dit resulteerde in een geweldige vorm waarin het team weer helemaal terugkeerde in de race om promotie. Zo werd er 32 wedstrijden op rij gescoord en 9 op rij gewonnen. Ook was de wedstrijd tegen Weymouth (9-0) een record. Deze vorm zette zich ook door in bekerverband waar de Red Insure Cup werd gewonnen ten koste van Hemel Hempstead Town FC, met een 5-1-overwinning over twee wedstrijden. The Pitmen eindigden als tweede in de competitie, waardoor ze mee mochten doen aan de play-offs. Ze wonnen met 3-1 van Leamington FC. De finale tegen Salisbury eindigde na 90 minuten in 1-1, waarna er strafschoppen genomen moesten worden. Deze werden uiteindelijk gewonnen door Hednesford.

### Het seizoen 2011-'12
Hednesford werd overgeplaatst naar Northern Premier League Premier Division. Door een stabiele vorm bleef het team gedurende het seizoen in de top 4.

## Stadions

### The Tins (1880-1903)
De club speelde in The Tins, een veld direct achter het Angelsey Hotel in het centrum van Hednesford Town. De club verhuisde naar The Cross Keys toen men een schuld had. Een plaatselijke bestuurder kwam met de club overeen de schulden te betalen als ze zouden verhuizen naar The Cross Keys.

### The Cross Keys (1903-'95)
The Cross Keys was het perfecte stadion voor Hednesford voor decennia. Een grote houten tribune stond langs het veld met aan de overkant een bank, waar vijftig supporters op konden. In de jaren 50 moest er wat veranderen, aangezien ook in het voetbal indertijd veel veranderde. De bank werd vervangen door een nieuwe tribune en grote lampen. West Bromwich Albion kwam voor een vriendschappelijke wedstrijd ter ere van de opening. De wedstrijd werd bekeken door 7000 supporters.
Toen de club steeds hoger speelde en uiteindelijk terechtkwam in de Southern League werd besloten een nieuw stadion te laten bouwen in de buurt. Dit werd Keys Park.

### Keys Park (1995-heden)
Keys Park ligt aan Keys Park Road op een paar minuten afstand van het centrum van Hednesford. Het is opgeleverd in de zomer van 1995 en kostte 1,3 miljoen pond. De eerste wedstrijd die er gespeeld werd was vriendschappelijk tegen Walsall. Keys Park werd officieel geopend door Sir Stanley Matthews met een vriendschappelijk duel tegen Wolverhampton Wanderers.
In januari 1997 werd een recordaantal toeschouwers bereikt. The Pitmen speelden tegen York City in de derde ronde van de FA Cup. Dit duel werd door 3200 toeschouwers bezocht en werd met 1-0 gewonnen.
Ashton United ·
Bamber Bridge ·
Cleethorpes Town · 
FC United of Manchester ·
Gainsborough Trinity ·
Guiseley ·
Hebburn Town ·
Hednesford Town · 
Hyde United ·
Ilkeston Town ·
Lancaster City ·
Leek Town ·
Morpeth Town ·
Prescot Cables ·
Rushall Olympic ·
Stocksbridge Park Steels · 
Stockton Town ·
Warrington Rylands 1906 ·
Warrington Town ·
Whitby Town ·
Widnes ·
Workington